# Otto Dibelius
Otto Dibelius (ur. 12 maja 1880 w Berlinie, zm. 31 stycznia 1967 tamże) – niemiecki teolog ewangelicki i działacz antynazistowski.

## Życiorys
W 1925 został superintendentem kościelnej prowincji Brandenburgii, Kościoła Ewangelickiego Unii Staropruskiej. W młodości był wielkoniemieckim nacjonalistą, a w 1933 wystąpił w obronie praw Kościoła, sprzeciwiając się próbom łączenia etyki chrześcijańskiej z ideologią nazistowską, za co w latach 1934–1945 był pozbawiony urzędu i w związku z tym działał w Kościele Wyznającym. Był trzykrotnie więziony przez władze III Rzeszy. Po zakończeniu II wojny światowej, w latach 1945–1966 był biskupem Kościoła Ewangelickiego Berlina i Brandenburgii, a jednocześnie w latach 1949–1961 przewodniczącym Rady Kościoła Ewangelickiego w Niemczech. Był działaczem ekumenicznym, w latach 1954–1961 pełnił funkcję prezydenta Światowej Rady Kościołów. W 1960 wystąpił z krytyką panującego w NRD systemu politycznego.
Dibelius z ramienia Ewangelickiego Kościoła Unii Staropruskiej sprzeciwiał się włączeniu w 1946 organizacji kościelnej na Ziemiach Zachodnich w skład Kościoła Ewangelicko-Augsburskiego w Rzeczypospolitej Polskiej.

## Publikacje
- Das Jahrhundert der Kirche: Geschichte, Betrachtung, Umschau und Ziele, Berlin: Furche-Verlag, 1927.
- In the Service of the Lord, London: Faber and Faber, 1964.